# من سيربح المليون (لعبة فيديو)
من سيربح المليون (بالإنجليزية: Who Wants to Be a Millionaire)‏ هي لعبة فيديو مقتبسة من برنامج من سيربح المليون؟ طورتها جيليفيشن مع هاتوز كريشنز ونشرتها ديزني إنترأكتيف مع سكوير إنكس يورب، صدرت في 23 نوفمبر 1999 وتعمل على أجهزة ويندوز، بلاي ستيشن ودريم كاست. فكرة اللعبة هي الإجابة على أسئلة الاختبار في إطار زمني محدود.
نالت اللعبة تقييم 6.2/10 بواسطة موقعي غيم سبوت وآي جي إن.